# 森幸太郎
森 幸太郎（もり こうたろう、1889年7月20日 - 1964年2月4日）は、昭和期の日本の政治家。衆議院議員、農林大臣、滋賀県知事などを歴任。

## 生涯

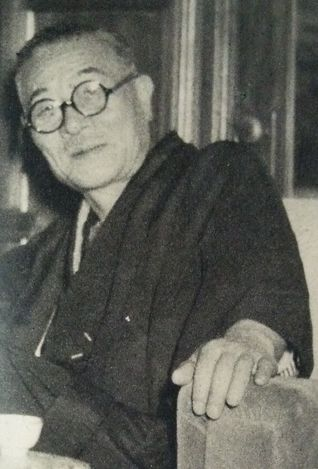
1955年

滋賀県東浅井郡竹生村（現在の長浜市）出身。1905年に長浜農学校を卒業後、家業の農業・蚕種製造・水産業などを行っていたが、政治の世界を志して竹生村長となり、1917年には38歳で立憲政友会より滋賀県会議員となり2期務める。1936年の第19回衆議院議員総選挙で滋賀県選挙区から立憲政友会の公認で立候補して当選するが、3期目を目指した1942年の第21回衆議院議員総選挙では翼賛政治体制協議会の推薦を受けずに立候補して落選した。戦後、鳩山一郎の日本自由党結成に参加して1946年の第22回衆議院議員総選挙に立候補して復活を果たし、以後5期連続（通算7期）務める。第1次吉田内閣では農林政務次官、第2次吉田内閣では無任所大臣、第3次吉田内閣では農林大臣を務めたが、後に吉田茂と袂を分かって分党派自由党の結成に参加した（後に復党）。1954年、3期目を目指す服部岩吉の対抗馬として衆議院議員を辞職して無所属で滋賀県知事選挙に出馬、日本民主党の支援を受けて当選を果たす。知事在任中は長浜整肢園の設置や「動く県庁」構想など、福祉や県民との対話に力を注いだ。1期で退任した後は自由民主党顧問や全国内水面漁業協同組合連合会名誉会長などを務めるが、1964年、東京都内の病院へ通院中に突如車内において心臓疾患を発して急逝した。

## 栄典
- 1930年（昭和5年）12月5日 - 帝都復興記念章[1]